# Sandro Forrer
Sandro Forrer (* 6. November 1997 in Steckborn) ist ein Schweizer Eishockeyspieler, der seit Juli 2024 beim EHC Visp aus der Swiss League unter Vertrag steht und dort auf der Position des Flügelstürmers spielt. Zuvor absolvierte Forrer unter anderem über 250 Spiele für den EV Zug, Fribourg-Gottéron und SC Rapperswil-Jona Lakers in der National League. Sein älterer Bruder Marco ist ebenfalls professioneller Eishockeyspieler.

## Karriere
Forrer startete seine Karriere im Nachwuchs des EHC Winterthur und durchlief dabei alle Altersstufen, ehe er 2013 zu den Elite-Junioren des EV Zug wechselte. Ab der Saison 2016/17 stand der Flügelstürmer beim Farmteam der Zentralschweizer, der EVZ Academy, in der National League B (NLB) unter Vertrag. Während der Saison 2017/18 debütierte er für den EV Zug in der National League, ehe er im Januar 2018 einen Einjahresvertrag bei Fribourg-Gottéron unterschrieb, der für die Spielzeit 2018/19 galt. Dort spielte er mit seinem Bruder Marco zusammen, verbrachte den Grossteil der Saison allerdings beim HC Ajoie in der Swiss League.
Zur Saison 2019/20 wechselte Forrer zu den SC Rapperswil-Jona Lakers in die National League, wo er insgesamt fünf Jahre verbrachte. Im Sommer 2024 unterzeichnete der Stürmer einen Vertrag beim Zweitdivisionär EHC Visp. Mit dem EHC Visp gewann Forrer im Frühjahr 2025 die Meisterschaft der Swiss League.

### International
Seine ersten Einsätze für den Nachwuchs der Swiss Ice Hockey Federation hatte Forrer in der Saison 2012/13 bei den U16-Junioren. Sein einziges internationales Turnier bestritt der Stürmer mit der U18-Junioren-Weltmeisterschaft 2015 im eigenen Land.

## Erfolge und Auszeichnungen
- 2025 Meister der Swiss League mit dem EHC Visp

## Karrierestatistik
Stand: Ende der Saison 2024/25

### International
Vertrat die Schweiz bei:
- World Junior A Challenge 2014
- U18-Junioren-Weltmeisterschaft 2015

(Legende zur Spielerstatistik: Sp oder GP = absolvierte Spiele; T oder G = erzielte Tore; V oder A = erzielte Assists; Pkt oder Pts = erzielte Scorerpunkte; SM oder PIM = erhaltene Strafminuten; +/− = Plus/Minus-Bilanz; PP = erzielte Überzahltore; SH = erzielte Unterzahltore; GW = erzielte Siegtore; 1 Play-downs/Relegation; Kursiv: Statistik nicht vollständig)